# Fokker D.X
Die Fokker D.X war ein Jagdflugzeug des niederländischen Flugzeugherstellers Fokker vom Anfang der 1920er Jahre.

## Geschichte
Reinhold Platz begann noch in Deutschland die Entwicklung eines Eindeckers mit einer Tragfläche in Baldachin-Konstruktion unter der Bezeichnung „Fokker V 41“. Der teilweise fertiggestellte Prototyp wurde dann nach den Niederlanden gebracht, wo er 1921 mit einem 300 PS leistenden Hispano-Suiza 8-Triebwerk anstelle des ursprünglich geplanten 185-PS-BMW-IIIa-Sechszylinder-Reihenmotors fertiggestellt wurde.
Der Prototyp stürzte 1922 bei einem Demonstrationsflug in Spanien infolge Tragflächenflatterns ab. Trotzdem erteilte die „Aeronáutica Militar Espanola“ einen Auftrag über zehn Maschinen, die 1923 geliefert wurden. Im gleichen Jahr wurde auch ein Exemplar nach Finnland verkauft.

## Konstruktion
Die einsitzige D.X war als Parasol-Hochdecker ausgelegt. Sie besaß eine mit Sperrholz beplankte Tragfläche und einen Stahlrohrrumpf. Das Seitenruder war als Pendelruder ausgebildet.

## Militärische Nutzer
- Spanien: 10 Flugzeuge geliefert
- Finnland: 1 Maschine

## Technische Daten
| Kenngröße             | Daten                                                        |
| --------------------- | ------------------------------------------------------------ |
| Besatzung             | 1                                                            |
| Länge                 | 8,00 m                                                       |
| Spannweite            | 14,00 m                                                      |
| Höhe                  | 2,95 m                                                       |
| Leermasse             | 860 kg                                                       |
| Startmasse            | 1245 kg                                                      |
| Höchstgeschwindigkeit | 225 km/h                                                     |
| Bewaffnung            | zwei feste, vorwärtsfeuernde 7,7-mm-Maschinengewehre         |
| Triebwerke            | ein 8-Zylinder V-Motor Hispano-Suiza 8Fb mit 300 PS (221 kW) |